# Lasioglossum behri
Lasioglossum behri är en biart som först beskrevs av Cockerell 1910.  Lasioglossum behri ingår i släktet smalbin, och familjen vägbin. Inga underarter finns listade i Catalogue of Life.

## Bildgalleri

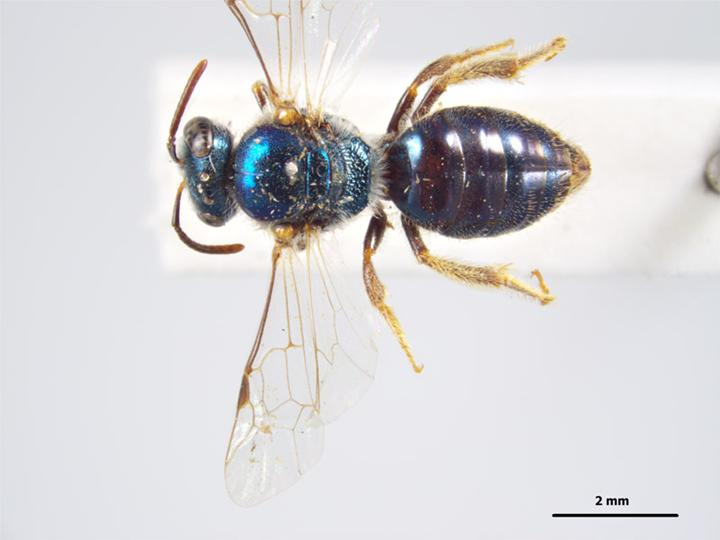
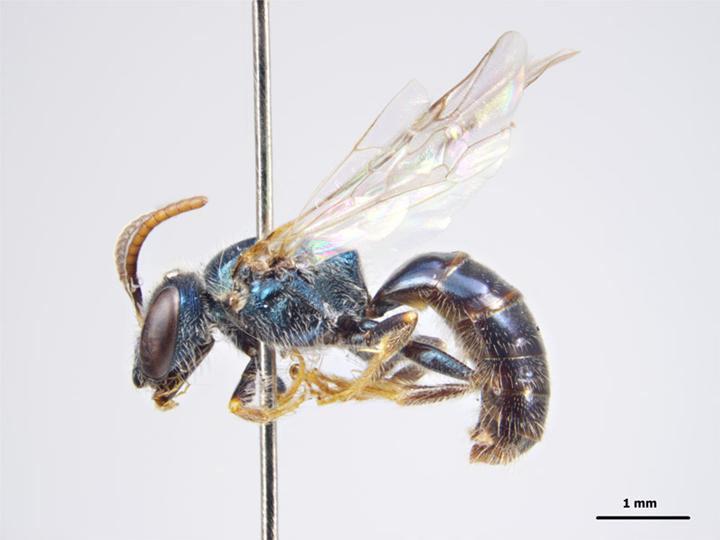